# Valle del Dittaino
La valle del Dittaino costituisce un corridoio tra le colline circostanti che solca la Sicilia centrale e in particolare la provincia di Enna, creato dal corso del fiume omonimo.
La valle si apre ai piedi di Enna, che la sovrasta dai suoi 931 m d'altezza. Essa riveste un'importanza centrale per i trasporti.

## Geografia
La valle del Dittaino ha un andamento digradante dall'estremità occidentale della provincia di Enna e raggiunge un'altezza notevole in prossimità del capoluogo. Procedendo verso est digrada ai 280 m s.l.m. presso l'Agglomerato industriale di Dittaino, fino a toccare il punto più basso a Catenanuova con 170 m.

## Economia
La valle del Dittaino concentra la gran parte delle attività industriali, agricole e, fino ai primi decenni del secondo dopoguerra, minerarie della provincia. La media altitudine e la dolcezza dei rilievi si prestano alle coltivazioni di tipo estensivo, del tipo del grano duro, dei cereali e dell'arancia rossa presso Catenanuova.
La produzione di grano, elevata in epoca romana, veniva trasportata via mare fino a raggiungere Roma.

### Industria
Il maggiore insediamento industriale della valle del Dittaino è l'omonimo polo industriale che sorge a 15 km circa da Enna. Vi si accentrano attività commerciali e di fabbrica. Ai piedi di Enna, sorge il Centro artigianale, specializzato in varie produzioni di artigianato.

## Infrastrutture e trasporti

### Strade
La valle del Dittaino funge da corridoio viario nel contesto della Sicilia centrale; viene interamente attraversata dall'A19 Palermo-Catania, dalla omonima strada statale per Catania, la Strada statale 192 della Valle del Dittaino e dalla rete stradale provinciale.

### Ferrovie
Lungo la valle sorgono alcune stazioni ferroviarie ma distanti dai centri abitati: la stazione di Dittaino, un tempo di diramazione delle ferrovie a scartamento ridotto per Leonforte e per Piazza Armerina, quella di Pirato, a supporto del centro abitato di Leonforte e la stazione di Raddusa-Agira; l'unica stazione realmente vicina a un centro urbano è quella di Catenanuova.